# Eidgenössische Abstimmung über den Verzicht auf die Einführung der allgemeinen Volksinitiative
Bei der Eidgenössischen Abstimmung über den Verzicht auf die Einführung der allgemeinen Volksinitiative stimmten die Schweizer Stimmberechtigten am 27. September 2009 über den Verzicht auf die Einführung der allgemeinen Volksinitiative ab. Gegenstand der Abstimmung ist der Bundesbeschluss über den Verzicht auf die Einführung der allgemeinen Volksinitiative vom 19. Dezember 2008. Da er eine Verfassungsänderung vorsah, unterstand der Bundesbeschluss dem obligatorischen Referendum.
Der Bundesbeschluss wurde mit 67,9 % Ja-Stimmen zu 32,1 % angenommen, womit auf die Einführung der allgemeinen Volksinitiative verzichtet wird.

## Geschichte
Am 9. Februar 2003 nahm das Schweizer Volk die Einführung der allgemeinen Volksinitiative an. Mit dieser wurde es nun möglich, neben Verfassungs- auch Gesetzesänderungen anzuregen. Im Falle der Annahme einer solchen allgemeinen Volksinitiative muss das Parlament die passende Rechtsstufe bestimmen und die Gesetzesänderung ausarbeiten. Das neue Volksrecht konnte noch nicht in Kraft gesetzt werden, weil die Behandlung einer allgemeinen Volksinitiative zuerst in einem Ausführungsgesetz präzisiert werden musste. Mit der Botschaft vom 31. Mai 2006 unterbreitete der Bundesrat dem Parlament den Entwurf für diese Ausführungsgesetzgebung. Diese gestaltete sich wegen des Zweikammerparlamentes jedoch sehr komplex.
Die Staatspolitische Kommission kam angesichts der Komplexität zu dem Schluss, dass das neue Volksrecht nicht praxistauglich sei. Die Kommission befürchtete, im Falle einer Einreichung einer allgemeinen Volksinitiative könnten die Erwartungen der Initianten nicht erfüllt werden, was die Glaubwürdigkeit der politischen Institutionen schwäche. Problematisch sei zudem der Ermessensspielraum, den das Parlament bei der Umsetzung einer Gesetzesanregung besitze. Weiter sei auch die Dauer des Verfahrens ein Problem, da von Einreichung der Initiative bis zur Verabschiedung des Umsetzungerlasses rund sieben Jahre vergehen könnten.
Die Kommission reichte daher am 15. September 2006 eine parlamentarische Initiative ein. Sie fordert einen Bundesbeschluss, der die Einführung der allgemeinen Volksinitiative wieder rückgängig macht. Am 25. September 2008 debattierte der Nationalrat über die parlamentarische Initiative. Sie wurde mit einer einzigen Gegenstimme vom Nationalrat Ruedi Lustenberger angenommen. Der Ständerat debattierte am 1. Dezember 2008 darüber und stimmte einstimmig dafür. Auch in der Schlussabstimmung vom 19. Dezember 2008 stimmten beide Räte dafür, mit jeweils einer Gegenstimme in beiden Räten.

## Abstimmungstext
Art. 139 Volksinitiative auf Teilrevision der Bundesverfassung
1 100'000 Stimmberechtigte können innert 18 Monaten seit der amtlichen Veröffentlichung ihrer Initiative eine Teilrevision der Bundesverfassung verlangen.
2 Die Volksinitiative auf Teilrevision der Bundesverfassung kann die Form der allgemeinen Anregung oder des ausgearbeiteten Entwurfs haben.
3 Verletzt die Initiative die Einheit der Form, die Einheit der Materie oder zwingende Bestimmungen des Völkerrechts, so erklärt die Bundesversammlung sie für ganz oder teilweise ungültig.
4 Ist die Bundesversammlung mit einer Initiative in der Form der allgemeinen Anregung einverstanden, so arbeitet sie die Teilrevision im Sinn der Initiative aus und unterbreitet sie Volk und Ständen zur Abstimmung. Lehnt sie die Initiative ab, so unterbreitet sie diese dem Volk zur Abstimmung; das Volk entscheidet, ob der Initiative Folge zu geben ist. Stimmt es zu, so arbeitet die Bundesversammlung eine entsprechende Vorlage aus.
5 Eine Initiative in der Form des ausgearbeiteten Entwurfs wird Volk und Ständen zur Abstimmung unterbreitet. Die Bundesversammlung empfiehlt die Initiative zur Annahme oder zur Ablehnung. Sie kann der Initiative einen Gegenentwurf gegenüberstellen.
Art. 139a
Aufgehoben
Art. 139b Abs. 1
1 Die Stimmberechtigten stimmen gleichzeitig über die Initiative und den Gegenentwurf ab.
Art. 140 Abs. 2 Bst. abis und b6
2 Dem Volk werden zur Abstimmung unterbreitet:
abis. Aufgehoben
b. die Volksinitiativen auf Teilrevision der Bundesverfassung in der Form der allgemeinen Anregung, die von der Bundesversammlung abgelehnt worden sind;
Art. 156 Abs. 3 Bst. b und c
3 Das Gesetz sieht Bestimmungen vor, um sicherzustellen, dass bei Uneinigkeit der Räte Beschlüsse zu Stande kommen über:
b. die Umsetzung einer vom Volk angenommenen Volksinitiative in Form der allgemeinen Anregung;
c. die Umsetzung eines vom Volk gutgeheissenen Bundesbeschlusses zur Einleitung einer Totalrevision der Bundesverfassung;
Art. 189 Abs. 1bis 8